# 金海大桥
金海大桥是广东省的一座大桥，属于金海高速公路和珠机城际铁路的组成部分，位于珠海市香洲区和金湾区之间，跨越磨刀门水道，为四塔斜拉桥，主桥全长1.4公里，宽49.6米，主跨为3×340米，是世界上最宽的公铁同层两用大桥，于2018年3月16日开工，2022年9月5日合龙，2024年2月3日通车並於同年12月28日上午10時起開始收費。

## 歷史
2022年5月29日，鶴洲以東引橋部分實現全面貫通。
2022年6月26日，大橋實現合龍，而作為大橋標誌性四個主塔的所在段，磨刀門段剩餘鋼樑的吊裝，全部鋼樑計劃同年8月實現合龍。除去大橋的引橋部分，該段總長1,369米的主橋鋼結構由四個鋼主塔、八個大節段鋼樑、39塊標準鋼箱梁（含三個合龍塊）連貫而成，其中可劃分出邊主跨兩個、主跨一個。
2022年7月9日，金海大橋白藤河航道橋完成最後一片箱梁架架設，工程正式進入鐵路鋼管拱及軌道施工階段。位於橫琴的東引橋部分已於2021年年貫通，鶴洲以東引橋部分已於5月底全面貫通，磨刀門主航道橋已完成全部鋼主塔及大節段鋼樑架設，正在進行標準段鋼箱梁架設，預計8月初大橋箱梁全部架設完成。
2022年9月5日，珠海珠機城際二期金海特大橋舉行主跨鋼樑合龍儀式，標誌著金海特大橋全線貫通，進入橋面系施工階段，同年10月將進入鋪軌工程，爭取2023年內通車。
2022年10月下旬，400米連續剛構橋合龍，最大的一跨長達180米。這部分橋的梁在混凝土澆築階段需要分鐵路、公路，共計六個邊跨、三個中跨，九個合龍點進行施工。
2023年3月25日，大橋最後一聯現澆梁混凝土澆築完成。其中連接橫琴二橋高速公路、珠機城際代建公路的橫琴互通專案，專案路線全長約5.7公里，施工內容包括橫琴互通左右線橋、BD匝道共四座橋的橋樑（其中現澆梁15聯、架設箱梁45孔）、瀝青路面、綠化、交安工程。本次現澆梁第二節段全長70米，梁寬33.5米，梁高2.5米，混凝土2,200立方米。
2023年4月，珠海交通集團發布了關於《珠海市金海公路大橋工程沿線收費站名稱公開徵求意見》的公告，大橋一期工程設置紅東、橫琴、橫瀝島（預留）、紫竹灣等四處互通立交。設立主線收費站一處、匝道收費站三處。其中珠海市境內主線收費站一處、匝道收費站兩處，橫琴粵澳深度合作區境內匝道收費站一處。大橋全長26公里，預計2023年珠海建成金海公路大橋一期，2024年珠機城際鐵路二期金海大橋實現通車運營。
2023年12月19日，金海公鐵兩用特大橋（金海大橋）通過交工驗收。2024年2月3日下午3时，大桥一期正式通车，开通初期暂不收费。

## 组成
金海大桥由广珠城际公司投资建设、中铁四院设计、中铁大桥局承建，钢结构由4个钢主塔、8个大节段钢梁、39块标准钢箱梁（含3个合龙块）组成，共计5.2万吨钢梁及钢塔。其中4个钢主塔、8个大节段钢梁由中铁大桥局自主设计打造的国内起重量最大、起升高度最高的双臂架起重船“大桥海鸥号”3600吨起重船架设。
橫琴互通專案路線全長約5.7公里，施工內容包括橫琴互通左右線橋、BD匝道共四座橋的橋樑（其中現澆梁15聯、架設箱梁45孔）、瀝青路面、綠化、交安工程。本次現澆梁第二節段全長70米，梁寬33.5米，梁高2.5米，混凝土2,200立方米。

## 事故
2021年7月25日，金海大桥右幅165-166墩边跨梁发生箱梁垮塌事故，造成4人死亡，1人失踪，事故主要原因为工人违规拆除箱梁底钢管支撑，导致钢管立柱压溃从而满堂支架失稳，造成整个支架体系垮塌。